# Политическое насилие со стороны евреев в подмандатной Палестине

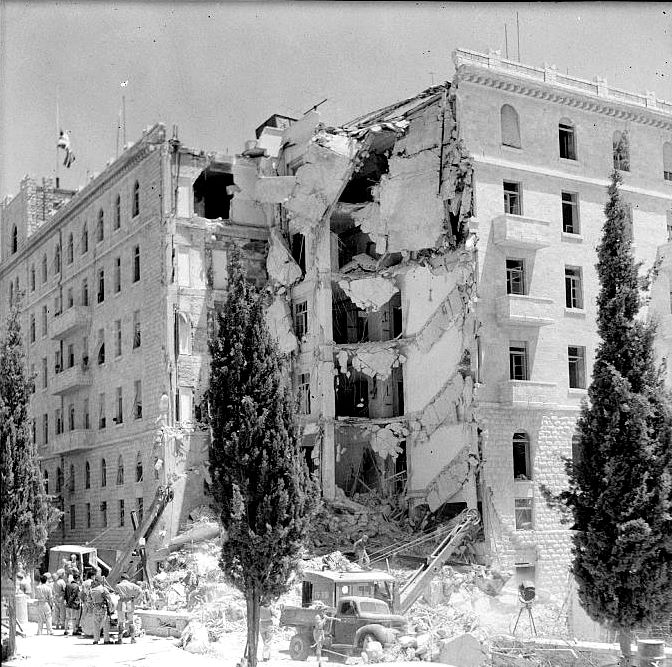
Обрушения в гостинице «Царь Давид» в результате взрыва, устроенного Иргуном

Политическое насилие со стороны евреев в подмандатной Палестине — акты насильственных действий, совершавшихся членами сионистских подпольных организаций на территории подмандатной Палестины в ходе конфликта между сионистами, палестинскими арабами и британскими колониальными властями.
Предметом конфликта было основание еврейских сельскохозяйственных поселений и колониальная иммиграционная политика. Среди жертв политического насилия были британские дипломаты, чиновники и военнослужащие, дипломаты Лиги Наций, члены арабских вооружённых формирований, гражданские лица как арабского, так и еврейского происхождения. Был причинён ущерб личному, общественному и правительственному имуществу и инфраструктурам.

## Исторический фон
Сионизм как политическое движение был создан Теодором Герцелем в конце XIX века. Его целью является объединение и возрождение еврейского народа на его исторической родине — в Израиле. Под практическим сионизмом в конце XIX — начале XX века понималось создание еврейских сельскохозяйственных поселений в Эрец-Исраэль как основы будущего независимого еврейского государства.

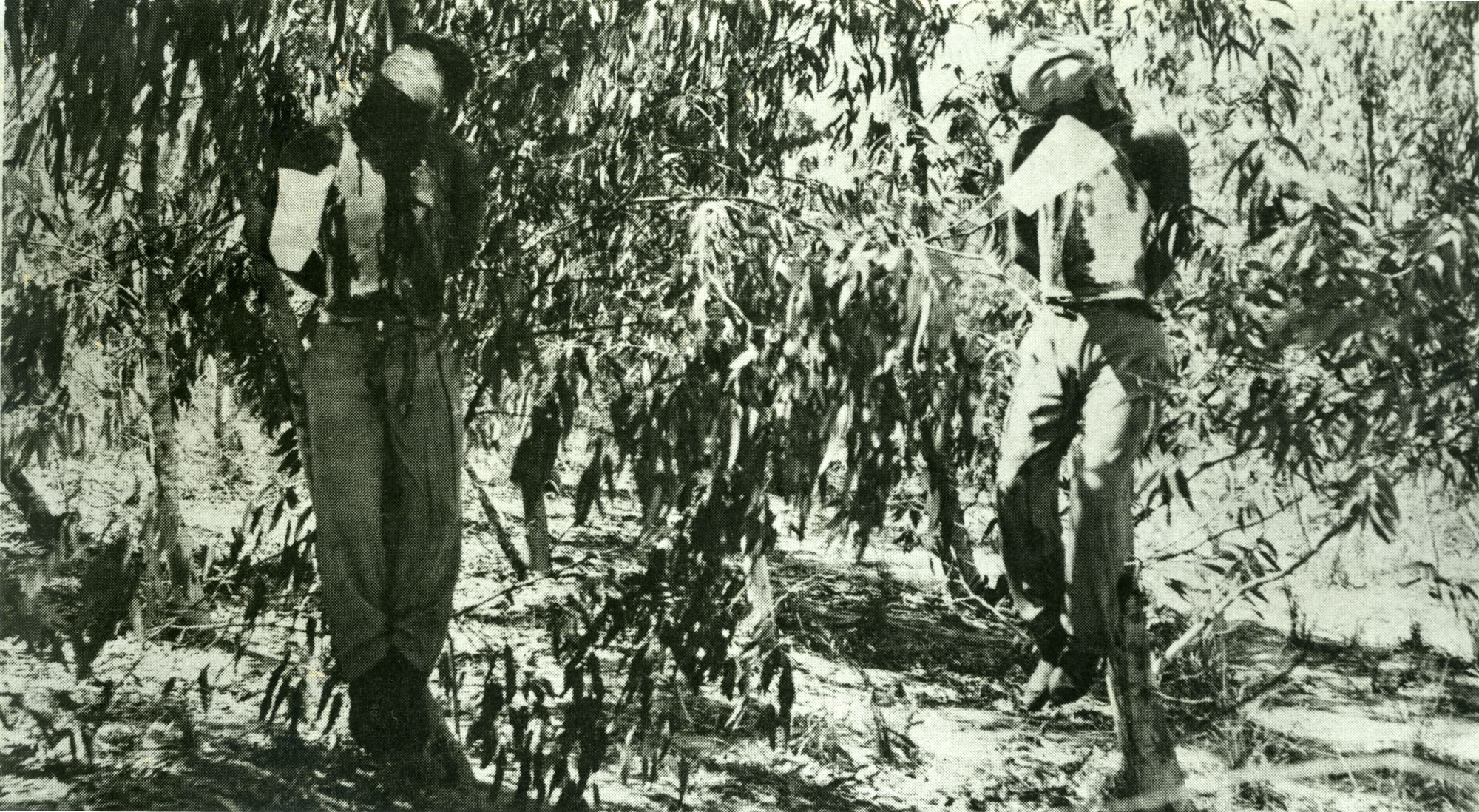
Повешенные тела убитых боевиками Иргуна сержантов британской армии, 29 июля 1947 года

Во время Первой мировой войны в Палестине был сформирован Еврейский легион — добровольческое подразделение, созданное по инициативе В. Жаботинского и И. Трумпельдора в составе британской армии для действий против Османской империи, в расчёте на поддержку Великобританией еврейского присутствия и создания еврейского национального очага в Палестине. Несмотря на заверения лорда Бальфура в адрес лидеров сионистского движения, реальная политика Великобритании того времени сильно отличалась от декларируемой.
Процесс борьбы еврейской общины за обретение политической независимости и за национальный суверенитет Израиля в 1930—1940-е годы сопровождался актами насилия против властей, враждебного арабского населения и политических противников, а также актами возмездия.

## Возникновение сионистских подпольных организаций
В 1931 году часть членов подпольной еврейской организации «Хаганы», не поддерживавшие политику «сдержанности» руководства ишува, откололись и основали организацию «Иргун», способную, по их мнению, дать адекватный ответ арабским нападениям и терактам. После того, как в первые дни восстания 1936 года было убито 85 евреев, руководство «Иргуна» решило применить свой вариант принципа «Око за око» в виде ответных операций против арабского насилия, так, «чтобы форма возмездия или его место должны были соответствовать нападению, которое вызвало её». Поэтому, немалая часть атак Иргуна использовала такую же тактику арабских террористов и не делала различия между вооружённым противником и мирным населением. В 1940 году, после начала Второй мировой войны, была создана организация «ЛЕХИ».

## Террористические акты, осуществлённые сионистскими подпольными организациями
Среди наиболее громких терактов того времени взрыв в гостинице «Царь Давид», похищение и убийство двух сержантов британской армии, убийство лорда Мойна и Фольке Бернадота, резня в Дейр-Ясине. Также организовывались покушения на Эвелина Баркера, командовавшего английскими войсками в Палестине в 1946—1947 гг. и на его преемника Гордона МакМиллана (1947—1948).
Согласно источникам, приведённым в статье Список терактов Иргуна, за время арабского восстания 1930-х годов, в результате терактов погибло более 250 человек, с 1944 года и до начала Арабо-израильской войны (1947—1949) — погибло 100 человек.
Действия еврейских террористов не ограничивались территорией Палестины, ими было взорвано посольство Великобритании в Риме. По данным британской разведки Иргун осуществлял также подготовку терактов против британских политических деятелей на территории Великобритании. По данным ФБР, в США действовала ячейка Иргун, поддерживавшая действия террористов в Палестине.